# Hyalolaena intermedia
Hyalolaena intermedia är en flockblommig växtart som beskrevs av Pimenov och Kljuykov. Hyalolaena intermedia ingår i släktet Hyalolaena och familjen flockblommiga växter. Inga underarter finns listade i Catalogue of Life.